# Litsea laeta
Litsea laeta är en lagerväxtart som först beskrevs av Christian Gottfried Daniel Nees von Esenbeck, och fick sitt nu gällande namn av Benth. & Hook. f.. Litsea laeta ingår i släktet Litsea och familjen lagerväxter. Inga underarter finns listade i Catalogue of Life.